# Syndicat français des ostéopathes
Le Syndicat Français des Ostéopathes (SFDO) est un syndicat professionnel dont l’objectif est la défense et la promotion de l'ostéopathie en France.
Fondé en 1973 sous le nom d’Association Française de Défense de l’Ostéopathie (AFDO), il constitue la plus ancienne organisation professionnelle française d’ostéopathes.
Représentatif de la profession auprès des Pouvoirs Publics depuis 2003, le SFDO assure un suivi réglementaire et législatif dans l’intérêt de ses adhérents, tous ostéopathes exclusifs.
Le SFDO compte à ce jour environ 1200 adhérents en France. Son siège social est situé dans le 15e arrondissement de Paris.

## Contexte
L’ostéopathie, une médecine manuelle, dite complémentaire, a été importée en France à la fin des années 50 par Paul Geny. La pratique de l’ostéopathie par des non médecins était alors considérée par les pouvoirs publics comme un exercice illégal de la médecine. Les ostéopathes formés en Grande-Bretagne et exerçant en France étaient soumis à une pression judiciaire importante.
La profession a donc décidé de se structurer et de fonder le SFDO, parmi d'autres organisations, pour défendre l'indépendance de l'ostéopathie et les intérêts des ostéopathes.

## Historique
L'Association française de défense de l’ostéopathie (AFDO) est la première organisation professionnelle dont l’objectif est destiné à défendre et promouvoir l'ostéopathie exclusive en France.
Fondée en 1973 par des ostéopathes issus de l'école anglaise de Maidstone, berceau de l'ostéopathie en Europe, elle a changé rapidement son nom en Association française de défense des ostéopathes.
L'AFDO a contribué à la légalisation de l’ostéopathie en France par la loi no 2002-303 du 4 mars 2002.
En 2002 cette association se transforma en syndicat professionnel, le Syndicat Français Des Ostéopathes (SFDO), pour accroître ses réseaux d'influence afin d’ancrer l'ostéopathie dans le paysage de la santé française. 

## Défense de la profession

### Actions
Depuis sa création en 1973, le SFDO lutte en faveur de la reconnaissance et l’affirmation de l’ostéopathie en France.
Parmi les principaux combats menés par le SFDO, seul ou avec :
- Les combats judiciaires pour défendre les ostéopathes accusés d'exercice illégal de la médecine ;
- L'obtention de la reconnaissance législative de l’ostéopathie en 2002 ;
- La mise en application des décrets n°2007-435[2] et n°2007-437[3] du 25 mars 2007 destinés à encadrer la formation et les conditions d’exercice à l’ostéopathie ;
- L’exonération de TVA sur les actes ostéopathiques ;
- L'action en faveur de la réforme de la réglementation de la formation[4] ;
- La publication d'une norme européenne.

### Activité de lobbying auprès de l'Assemblée nationale
Le SFDO est inscrit comme représentant d'intérêts auprès de l'Assemblée nationale. Le syndicat déclare à ce titre qu'en 2013, les coûts annuels liés aux activités directes de représentation d'intérêts auprès du Parlement sont compris entre 10 000 et 20 000 euros.